# Branisko (potok)
Branisko – potok, dopływ Głębokiego Potoku w obrębie wsi Frydman w województwie małopolskim, w powiecie nowotarskim, w gminie Łapsze Niżne.
Potok ma 6 cieków źródłowych wypływających w porośniętych lasem północnych stokach Pienin Spiskich na odcinku od szczytu Żar po Łysą Górę. Jeden z nich wypływa w źródle położonym na wysokości 711 m, pozostałe w wysiękach na dnie jarów, najdłuższy na wysokości 733 m. Od wysokości około 610 m potok płynie w północnym kierunku jednym już korytem przez bezleśne obszary Kotliny Nowotarskiej, na wysokości około 580 m skręca na północny zachód i na wysokości około 530 m uchodzi do Głębokiego Potoku jako jego prawy dopływ. Po drodze zasilany jest jeszcze przez 2 lewobrzeżne i 4 prawobrzeżne dopływy wypływające na Kotlinie Nowotarskiej.